# Glicorandomização
Glicorandomização é uma plataforma tecnológica de descoberta de drogas e desenvolvimento de medicamentos que permite a rápida diversificação de pequenas moléculas bioativas, drogas e/ou drogas aprovadas através da fixação de açúcares. Inicialmente desenvolvido como um método fácil de manipular substituições de carboidratos de glicosídeos de ocorrência natural para fornecer as bibliotecas de produtos naturais diferencialmente glicosiladas correspondentes, aplicações de glicorandomização se expandiram para incluir tanto pequenas moléculas (drogas e drogas aprovadas) quanto mesmo macromoléculas (proteínas). Também conhecida como 'glicodiversificação', glicorandomização levou à descoberta de novos análogos de glicosídeos que apresentam melhoras em potência, eletividade e/ou ADMET em comparação à molécula mãe.

## Classificação
O método tradicional para anexar açúcares a produtos naturais, drogas ou medicamentos é por glicosilação química. Esta abordagem clássica requer tipicamente múltiplos passos de protecção/desprotecção, para além da chave activação anomérica/reacção de acoplamento que, dependendo do par dador/aceitador de glicosilo, pode conduzir a uma mistura de anómeros. Ao contrário da glicosilação química clássica, os métodos de glicorandomização são divergentes (isto é, divergem de um material de partida comum, ver a síntese divergente) e não são dependentes da proteção/desproteção açúcar/aglicona ou da ativação anomérica do açúcar. Duas estratégias complementares para alcançar a glicorandomização/diversificação foram desenvolvidas: uma estratégia baseada em enzimas chamada de "glicorandomização quimioenzimática" e um método quimiosseletivo conhecido como "neoglicorandomização". Ambos os métodos começam com açúcares redutores livres e um aglicón alvo para proporcionar uma biblioteca de compostos que diferem apenas pelos açúcares apensos ao produto natural alvo, fármaco ou derivado de droga.

### Glico-aleatorização quimioenzimática
A glicorandomização quimioenzimática foi inspirada no trabalho de engenharia da via inicial de Hutchinson e colaboradores que sugeriram que os glicosiltransferases de produto natural eram capazes de utilizar doadores de nucleotídeos não nativos do açúcar. A plataforma inicial para glicorandomização quimioenzimática foi baseada em um conjunto de duas enzimas de ativação de açúcar altamente permissivas (uma quinase anomérica de açúcar e uma nucleotidiltransferase de açúcar-1-fosfato) para fornecer bibliotecas de nucleotídeos como doadoras para estas glicosiltransferases promíscuas onde a permissividade do açúcar-quinase correspondente e nucleotidiltransferase foram expandidos por engenharia enzimática e evolução dirigida. A primeira aplicação desta estratégia de três enzimas (quinase, nucleotidiltransferase e glicosiltransferase) permitiu o produto de um conjunto de> 30 vancomicinas glicosiladas diferencialmente, algumas das quais foram ainda diversificadas quimiosseletivamente em virtude da instalação de açúcares portadores de cabos quimiosseletivos. Essa plataforma enzimática foi ainda avançada através da evolução da glicosiltransferase e aproveitando a descoberta da reversibilidade de reações catalisadas por glicosiltransferases, primeiramente descobertas no contexto da biossíntese de caliqueamicina.

### Neoglicorandomização
A neoglicorandomização é um método quimiosseletivo de glicodiversificação inspirado na reação de 'neoglicosilação' baseada em alcoxiaminas descrita pela primeira vez por Peri e Dumy. Esta reação ocorre através de um intermediário oxi-imínio para finalmente fornecer o neoglicosídeo de anel fechado mais favorecido termodinamicamente. A reação de neoglicosilação é compatível com uma ampla gama de funcionalidade sacarídeo e aglicona, em que a estereoespecificidade anomérica do neoglicosídeo é conduzida de forma termodinâmica. É importante ressaltar que estudos estruturais e funcionais revelam neoglicosídeos como bons imitadores de seus comparadores O- glicosídicos. A primeira prova de conceito de neoglicorandomização focou-se na digitoxina onde a geração rápida e a pesquisa de citotoxicidade em linhagem de células cancerosas de 78 neoglicosídeos de digitoxigenina revelaram análogos únicos com atividade anticâncer melhorada e potencial reduzido de cardiotoxicidade. Desde então, essa plataforma foi automatizada e usada como uma ferramenta eficaz de química medicinal para modular as propriedades de uma variedade de produtos naturais e medicamentos.

### Comparação
Tanto a glicorandomização quimioenzimática quanto a neoglicorandomização utilizam açúcares redutores livres e agliconas desprotegidas e, portanto, são um avanço notável em relação aos métodos clássicos de glicosilação. Uma vantagem notável da abordagem enzimática é a utilização dos genes correspondentes que codificam para quinases, nucleotidiltransferases e/ou glicosiltransferases permissivas, para aplicações de biologia sintética in vivo, para permitir a aleatorização por glicerol in vivo. No entanto, é importante notar que a plataforma enzimática é dependente da permissividade das enzimas empregadas. Em contraste, o principal obstáculo para a neoglicoserapia quimiosseletiva é a instalação do cabo de alcoxilamina. Ao contrário da abordagem enzimática, a estereosseletividade anomérica do método quimiosseletivo depende do açúcar redutor usado e pode, em alguns casos, levar a misturas anoméricas.

## Usos
A glicorandomização é usada na indústria farmacêutica e na comunidade acadêmica para alterar os padrões de glicosilação dos produtos naturais que contêm açúcar ou acrescentar açúcares às drogas. Ele fornece uma maneira rápida de investigar o efeito da modificação sutil de açúcar nas propriedades farmacológicas dos análogos de produtos naturais, proporcionando assim uma nova abordagem para a descoberta de drogas.